# Magnas
Magnas är en kommun i departementet Gers i regionen Occitanien i sydvästra Frankrike. Kommunen ligger i kantonen Saint-Clar som tillhör arrondissementet Condom. År 2022 hade Magnas 58 invånare.

## Befolkningsutveckling
Antalet invånare i kommunen Magnas
Referens:INSEE